# Jonesborough
Pour les articles homonymes, voir Jonesboro.
Pour la bataille de la guerre de Sécession, voir Bataille de Jonesborough.
Jonesborough (connue historiquement également sous le nom de Jonesboro) est une ville des États-Unis, siège du comté de Washington, dans l’État du Tennessee. Lors du recensement de 2010, sa population s’élevait à 5 975 habitants.

## Source
- (en) Cet article est partiellement ou en totalité issu de l’article de Wikipédia en anglais intitulé « Jonesborough, Tennessee » (voir la liste des auteurs).